# Jelen
Jelen — хорватский пистолет-пулемёт кустарного производства, собиравшийся в Турополе на одноимённом заводе Jelen. Активно использовался в годы войны в Хорватии и Боснии. Основан на конструкции ППШ.

## Описание
Создан на основе советского пистолета-пулемёта ППШ с изменённым прикладом. Калибр: 7,62x25 мм, используются дисковые магазины на 70 патронов. Размеры магазина: 140x25x50.

## Использование
Использовался рядом хорватских военных и полувоенных формирований: полицейским управлением города Сисак, противодиверсионном отряде города Турополье и антитеррористическом подразделении города Суня.